# (1250) Galanthus
(1250) Galanthus – planetoida z pasa głównego asteroid okrążająca Słońce w ciągu 4 lat i 30 dni w średniej odległości 2,55 au. Została odkryta 25 stycznia 1933 roku w Landessternwarte Heidelberg-Königstuhl w Heidelbergu przez Karla Reinmutha. Nazwa planetoidy pochodzi od łacińskiej nazwy śnieżyczki. Przed nadaniem nazwy planetoida nosiła oznaczenie tymczasowe (1250) 1933 BD.